# Conselheiro Lafaiete
Conselheiro Lafaiete es una ciudad y municipio de la región central (Zona Metalúrgica) del estado brasileño de Minas Gerais.

## Geografía
La ciudad dista no más de 95 km de la capital estatal, Belo Horizonte. 
El municipio, que ocupa un área de 370 km², tenía una población de 113.019 habitantes en el año 2006, de acuerdo al censo conducido aquel año, convIrtiéndose en uno de los municipios más densamente poblados del estado, con 277,48 hab./km². Debido a tal densidad, la población rural no respondía por más del 3,3% del total, y la ciudad propiamente dichaa contaba con 98.660 personas, lo que le confería la 12.ª posición dentre las ciudades del interior del estado. 
En el periodo entre 1996 y 2000, el municipio presentó un incremiento poblacional de 2,02% al año, mayor que la cifra verificada para el estado, de 1,70%. El "rendimiento medio del trabajador" calculado en el mismo censo del 2000 fue de R$533,77, valor medio-bajo en relación con los municipios de semejante tamaño del estado.
- Datos: Q570312
- Multimedia: Conselheiro Lafaiete / Q570312